# Sct. Jacobi Skole (gammel)
 Ikke at forveksle med Sct. Jacobi Skole.
 For alternative betydninger, se Jacobi.
Sct. Jacobi Skole var en skole lige vest for Sankt Jacobi Kirke i Varde, som blev oprettet i 1856.
Efter en principbeslutning i byrådet i 2004 blev skolen erstattet af Ny Sct. Jacobi Skole.
Medio 2007 blev skolen lukket efter 151 år, og en del omdannet til andet formål.
Dele af den gamle skole er nedrevet og området omdannet til beboelse og erhverv. 
Skolens ældste bygning (blok A) fra 1856 blev i 2008 overtaget af Varde Museum og huser nu Museum Frello.
- Museum Frello set fra det der var skolegården
- Gymnastikhuset har nu adresse på Kong Svends Plads